# Tour de Sicile
Le Tour de Sicile (en italien : Giro di Sicilia) est une course cycliste par étapes italienne, organisée en Sicile. La première version de ce Tour a lieu de 1907 à 1977. Il est remplacé entre 1984 et 1994 par la Semaine internationale Coppi et Bartali qui se déroule durant cette période en Sicile. Des éditions du Tour de Sicile en ligne ont été organisées en 1958, 1973 et 1974. 
Il devait faire son retour au calendrier en 2017, mais est officiellement annoncé pour avril 2019. L'édition 2020 est annulée à cause de l'épidémie de Covid-19.
L'édition 2024 est annulée en raison de problèmes budgétaires.

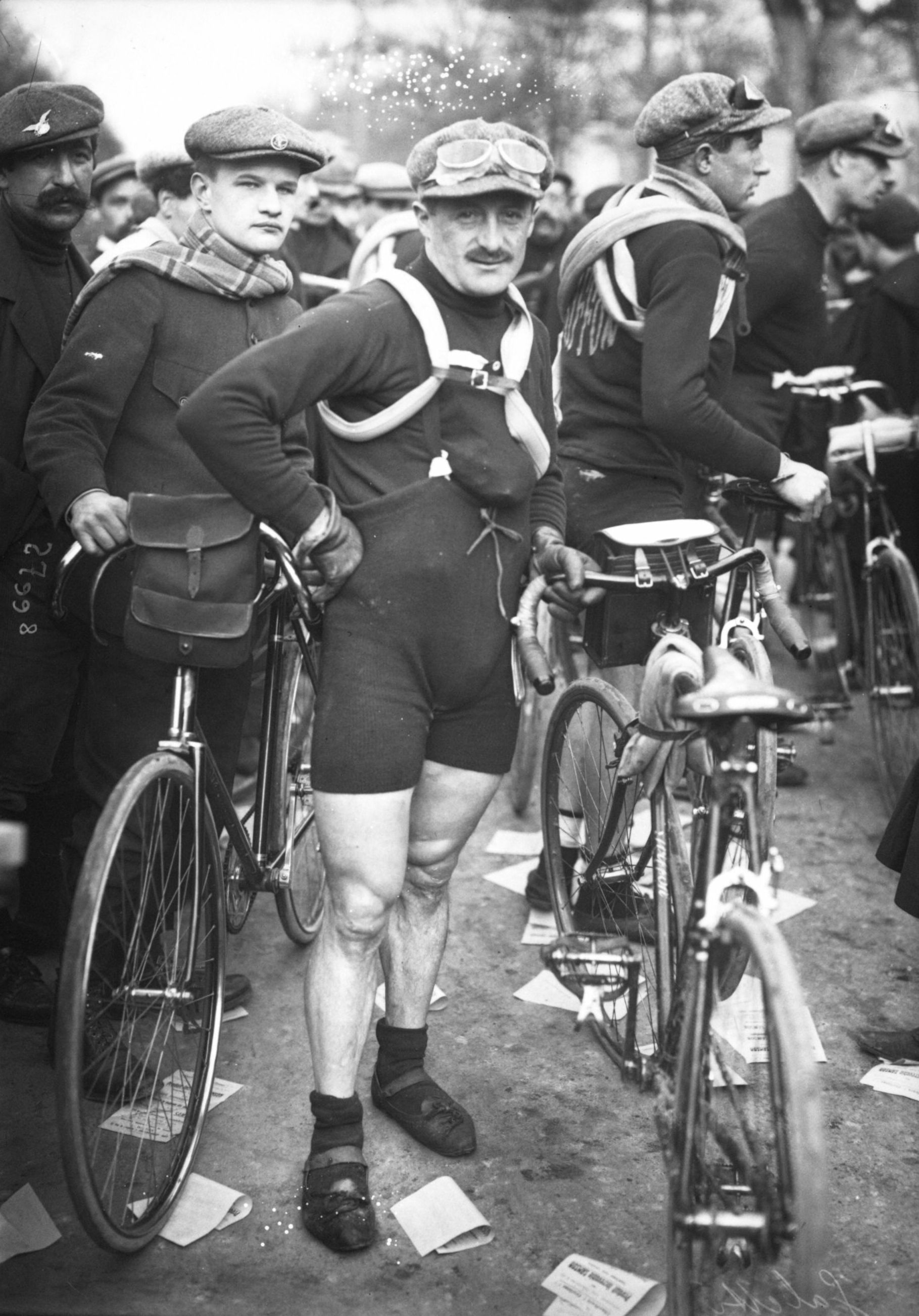
Carlo Galetti, vainqueur du Tour de Sicile en 1907 et 1908.

## Palmarès de l'épreuve masculine
| Année                 | Vainqueur            | Deuxième            | Troisième            |                  |
| --------------------- | -------------------- | ------------------- | -------------------- | ---------------- |
| 1907                  | Carlo Galetti        | Luigi Ganna         | Umberto Zoffoli      |                  |
| 1908                  | Carlo Galetti        | Pierino Albini      | Ernesto Azzini       |                  |
| 1909-1925 Non disputé |                      |                     |                      |                  |
| 1926                  | Domenico Caratozzolo | Francisco Gambino   | Gianbattista Gilli   |                  |
| 1927-1928 Non disputé |                      |                     |                      |                  |
| 1929                  | Nicola Mammina       | Leonida Frascarelli | Albino Binda         |                  |
| 1930-1931 Non disputé |                      |                     |                      |                  |
| 1932                  | Nicola Mammina       | Attilio Pavesi      | Antonio Nicolosi     |                  |
| 1933-1935 Non disputé |                      |                     |                      |                  |
| 1936                  | Francesco Patti      | Ernesto Zuppa       | Alfredo Mazzocchetti |                  |
| 1937-1938 Non disputé |                      |                     |                      |                  |
| 1939                  | Remo Cerasa          | Francesco Patti     | Giovanni Corrieri    |                  |
| 1940-1947 Non-disputé |                      |                     |                      |                  |
| 1948                  | Francesco Patti      | Marcello Spadolini  | Vitaliano Lazzerini  |                  |
| 1949                  | Dino Rossi           | Sergio Pagliazzi    | Angelo Fumagalli     |                  |
| 1950                  | Donato Zampini       | Giacomo Zampieri    | Arrigo Padovan       |                  |
| 1951                  | Primo Volpi          | Francesco Patti     | Ugo Fondelli         |                  |
| 1952 Non disputé      |                      |                     |                      |                  |
| 1953                  | Elio Brasola         | Pietro Giudici      | Luigi Mastroianni    |                  |
| 1954                  | Ugo Massocco         | Livio Isotti        | Giovanni Roma        |                  |
| 1955                  | Gilberto Dall’Agata  | Franco Franchi      | Renzo Accordi        |                  |
| 1956                  | Pierre Polo          | Luciano Ciancola    | Walter Serena        |                  |
| 1957                  | Alberto Emiliozzi    | Alfredo Sabbadin    | Giuseppe Cainero     |                  |
| 1958                  | Carlo Azzini         | Gianbattista Milesi | Antonino Catalano    |                  |
| 1958 (2)              | Diego Ronchini       | Noé Conti           | Mario Mori           |                  |
| 1959                  | Loris Guernieri      | Federico Galeaz     | Noé Conti            |                  |
| 1960                  | Giorgio Tinazzi      | Aurelio Cestari     | Idrio Bui            |                  |
| 1961-1972 Non disputé |                      |                     |                      |                  |
| 1973                  | Enrico Maggioni      | Michele Dancelli    | Enrico Paolini       |                  |
| 1974                  | Roger De Vlaeminck   | Patrick Sercu       | Marino Basso         |                  |
| 1975-1976 Non disputé |                      |                     |                      |                  |
| 1977                  | Giuseppe Saronni     | Pierino Gavazzi     | Carmelo Barone       |                  |
| 1978-2018 Non disputé |                      |                     |                      |                  |
| 2019                  | Brandon McNulty      | Guillaume Martin    | Fausto Masnada       |                  |
| 2020                  | annulé/abandonné     | annulé/abandonné    | annulé/abandonné     | annulé/abandonné |
| 2021                  | Vincenzo Nibali      | Alejandro Valverde  | Alessandro Covi      |                  |
| 2022                  | Damiano Caruso       | Alexander Cepeda    | Louis Meintjes       |                  |
| 2023                  | Alexey Lutsenko      | Louis Meintjes      | Vincenzo Albanese    |                  |
| 2024                  | annulé/abandonné     | annulé/abandonné    | annulé/abandonné     | annulé/abandonné |

## Palmarès de l'épreuve féminine
| Année | Vainqueur       | Deuxième              | Troisième         |
| ----- | --------------- | --------------------- | ----------------- |
| 1992  | Monica Gallucci | Michela Fanini        | Nadia Molteni     |
| 1993  | Marion Clignet  | Svetlana Samokhvalova | Gulnara Fatkúlina |
| 1994  | Claudia Lehmann | Sandra Schumacher     | Vera Hohlfeld     |
| 1995  | Laura Charameda | Barbara Heeb          | Monica Bandini    |
| 1996  | Laura Charameda | Edita Pučinskaitė     | Diana Ziliute     |